# Pionerskij (Oblast' di Kaliningrad)
Pionerskij (Пионерский) è una città della Russia, posta nell'oblast' di Kaliningrad.
Storicamente appartenuta alla Germania, fu nota fino al 1946 con il nome di Neukuhren.